# Dolmens de Béhellec
Les dolmens de Béhélec ou dolmens des Hardys-Béhélec sont un groupe d'au moins six dolmens situés sur les communes de Saint-Marcel et Bohal, dans le département français du Morbihan.

## Historique
Au XIXe siècle et début XXe siècle, les monuments sont abusivement qualifiés de « cromlechs ». Dès 1909, Louis Marsille signale « plusieurs dolmens et quelques tombelles » dans les landes de Béhélec. En 1914, Marsille décrit huit dolmens dont « plusieurs à moitié détruits ».
Les six dolmens situés sur la commune de Saint-Marcel sont inscrits au titre des monuments historiques en 1966.

## Description
Les dolmens s’étirent sur une ligne sensiblement orientée nord-est/sud-ouest. Ils sont situés dans le parc clôturé d'un château et en zone boisée, ils n'ont plus été étudiés depuis le début du XXe siècle, mais ils ne semblent pas avoir subis de grands bouleversements par rapport à la description donnée par Marsille.
Le dolmen n°1, situé près de la porte du château, comprend une chambre circulaire de 2,70 m de diamètre délimitée par dix à onze orthostates de 0,80 à 0,90 m de hauteur, certains jointifs d'autres faiblement espacés (0,20 m). La chambre est précédée d'un couloir de 4 m de long sur 0,90 m de large, désaxé au nord par rapport au centre de la chambre, l'ensemble dessinant une forme en « q ». Le couloir est sensiblement orienté est/ouest, il est délimité par douze petits piliers (six de chaque côté) de 0,50 à 0,90 m de hauteur. Le sol du couloir et celui de la chambre sont recouverts d'un dallage constitués de petites dalles identiques à celles servant de supports. Toutes les pierres sont en quartz, quartzite et grès d'origine locale. La faible hauteur des supports encore visibles semble indiquer qu'ils étaient à l'origine surmontés de murs en pierres sèches montés en encorbellement désormais disparus. La fouille du dolmen n'a livré aucun matériel archéologique.
Le dolmen n°2 est situé à l'ouest du château. Il est complètement ruiné : il n'en demeure que de petits blocs dessinant un arc de cercle correspondant peut-être à l'ancienne chambre. « A 20 m plus loin, d'autres pierres semblent bien appartenir à un troisième monument voisin, comme forme, des précédents ».
Le dolmen n°4 est situé un plus à l'ouest. La présence de deux supports et d'une table laissent penser qu'il était de forme rectangulaire, mais l'état général ne permet pas d'en établir le plan primitif. Encore plus à l'ouest, les dolmens n°5 et 6 sont « deux dolmens d'assez grandes dimensions sont pour ainsi dire jumelés ». Chaque dolmen comporte deux tables et suffisamment de supports pour en reconstituer le plan primitif. Les deux dolmens ouvrent à l'est. Le plus au sud, en forme de « q », comporte une chambre circulaire d'un diamètre de 1,60 à 1,70 m. Une table de couverture de 2,10 m de long repose en partie sur ses supports, la seconde de 1,75 m de long est couchée sur le sol de la chambre. Une troisième dalle repose en partie sur le côté sud du couloir. Le second dolmen est de forme plus rectangulaire, sa chambre mesure 3 m de long sur 2 m de large. Il a conservé une table de couverture en place (2,80 m de long sur 1,35 m de large), la seconde repose en contrebas.
Les dolmens n°7 et 8 sont situés en dehors du parc du château, sur la commune de Bohal à respectivement environ 25 m et 55 m des précédents. Le dolmen n°7 ne comportent plus que trois supports. Le dolmen n°8 comportent encore deux tables. La chambre pouvait mesurer 4 m sur 2,50 m, elle est précédée d'un court couloir ouvrant à l'est.